# Transpondeur de recherche et sauvetage
Pour les articles homonymes, voir transpondeur (homonymie) et SART.
SART est un acronyme de l'anglais Search And Rescue Radar Transponder.
Cet appareil fait partie du Système mondial de détresse et de sauvetage maritime.

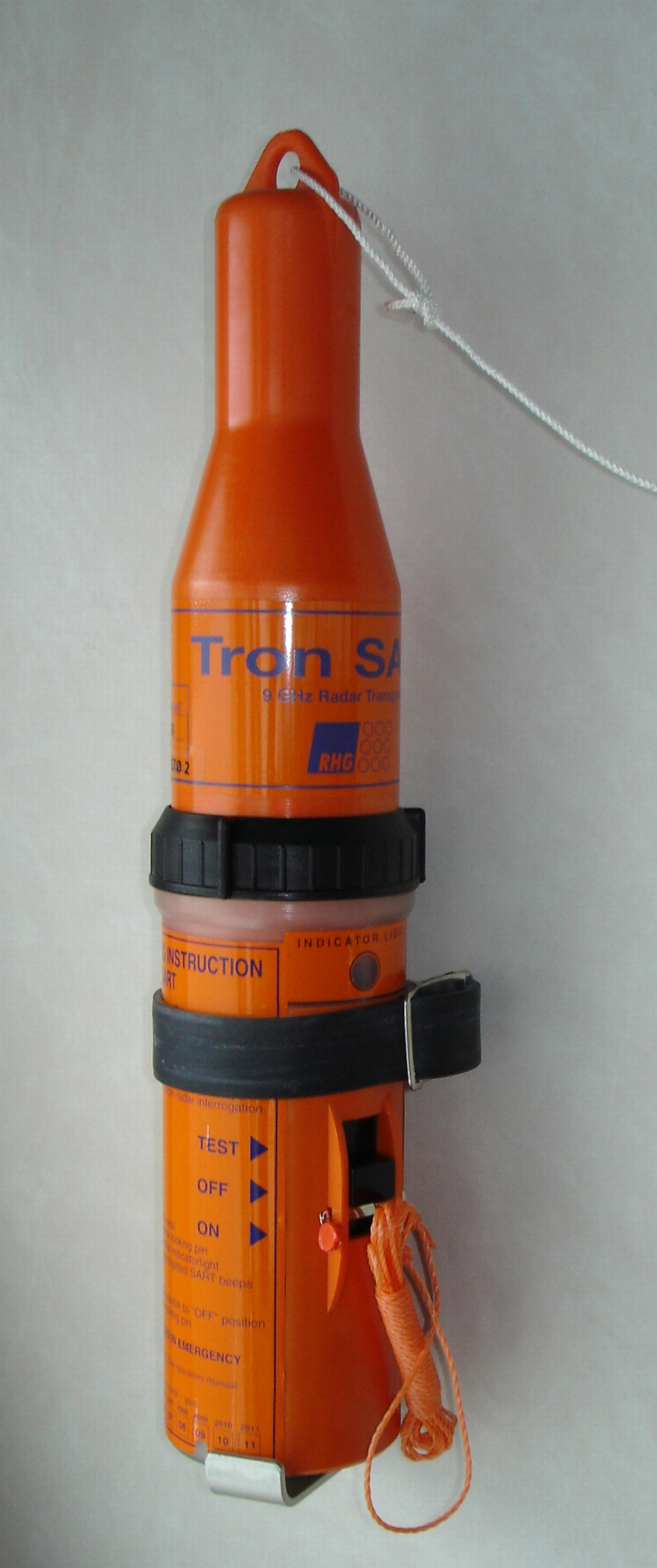
Transpondeur maritime

Ce transpondeur radar est utilisé par les personnes en détresse à la mer. Il est de petite taille et doit être embarqué dans les radeaux de sauvetage.
C'est un récepteur-émetteur, qui doit être mis en veille manuellement. S'il reçoit un signal radar, il renvoie un signal qui le localise concrètement sur l'écran du radar qui l'a déclenché.
Cela se concrétise sur l'écran radar des intervenants SAR par 12 traits dans la direction du transpondeur 'SART'.
Le transpondeur SART émet un signal sonore et/ou visuel quand il est localisé par un radar de 3 cm de longueur d'onde. Il doit être placé à au moins 1,50 m au-dessus du niveau de l'eau pour pouvoir être déclenché par un radar dont l'antenne est située à 15 m de hauteur, à une distance de 5 milles. Plus le radar est haut, plus il déclenche loin. Fréquence : 9,2-9,5 GHz
Un transpondeur SART devra pouvoir assurer une veille de 96 heures et une durée d'émission de 8 heures.
Pour être en accord avec le SMDSM, les navires à passagers ainsi que les navires de jauge brute supérieure à 500 devront avoir au minimum 2 transpondeur SART. Les navires de jauge brute comprise entre 300 et 500 devront avoir au minimum 1 transpondeur SART.